# Завод стальных конструкций «Кубань»
Армавирский опытный машиностроительный завод (АОМЗ) — промышленное предприятие, специализировавшееся на продукции для нефтяной и нефтеперерабатывающей промышленности. Располагалось в Армавире (Краснодарский край). К 2020 году деятельность предприятия прекращена.

## История завода
В июне 1931 году в Армавире открылось депо строймеханизмов, необходимое для сооружения магистрального продуктопровода «Грозный — Армавир — Ростов — Никитовка» (по постановлению Советского правительства).
В ноябре 1931 года депо переименовывается в мастерские транспортной конторы продуктопровода.
В 1933 года предприятие переименовывается в механические мастерские «Нефтепроводстрой», затем в мехмастерские «Грозтяжпромстрой», а с 1939 года — Армавирские мастерские «Главнефтесбыта» при СНК СССР.
Накануне Великой Отечественной войны мастерские стали выпускать некоторые виды запорной арматуры для нефтепроводов. В военное время (до оккупации города) здесь выпускали оборонную продукцию.
С ноября 1943 года мастерские стали литейно-механическим заводом «Главнефтеснаба».
В апреле 1944 года литейно-механический завод был переименован в машиностроительный завод «Главнефтеснаба».
С июля 1968 года предприятие стало именоваться Армавирским опытным машиностроительным заводом «Главнефтеснаба» РСФСР, а с 22 июня 1979 года в связи с переменой названия вышестоящей организации предприятие стало именоваться Армавирским опытным машиностроительным заводом Госкомнефтепродукта РСФСР (с 1982 года — СССР).
В 1995 году предприятие было преобразовано в открытое акционерное общество — ОАО «Армавирский опытный машиностроительный завод».

## Основные направления деятельности
Основные направления деятельности:
- оборудование для резервуарного парка;
- оборудование для АЗС;
- оборудование для нефтебаз;
- оборудование для слива-налива и разогрева нефтепродуктов;
- насосы для перекачки нефтепродуктов;
- пожарно-техническая продукция и др.

Система качества завода сертифицирована по ГОСТ Р ИСО 9001-2001(ИСО 9001:2000).